# Manabu
Manabu (jap. まなぶ, マナブ) – męskie imię japońskie.

## Możliwa pisownia
Manabu można zapisać, używając wielu różnych znaków kanji i może znaczyć m.in.:
- 学, „uczyć się”[1] (występują też inne wymowy tego imienia: Satoru, Makoto)

## Znane osoby
- Manabu (マナブ), gitarzysta japońskiego zespołu Screw
- Manabu Horii (学), japoński panczenista
- Manabu Kitabeppu (学), japoński profesjonalny baseballista
- Manabu Miyazaki (学), japoński pisarz
- Manabu Murakami (学), japoński profesjonalny zapaśnik
- Manabu Nakagawa, basista japońskiego zespołu Envy
- Manabu Nakanishi (学), japoński profesjonalny zapaśnik
- Manabu Namiki (学), japoński kompozytor muzyki do gier wideo
- Manabu Nikaidō (学), były japoński skoczek narciarski
- Manabu Orido (学), japoński kierowca wyścigowy
- Manabu Sakai (学), japoński polityk
- Manabu Suzuki (学), japoński były kierowca wyścigowy, dziennikarz i komentator sportowy
- Manabu Terata (学), japoński polityk
- Manabu Yamada (学), japoński zawodnik MMA

## Fikcyjne postacie
- Manabu Itagaki (学), bohater mangi i anime Fighting Spirit
- Manabu Ito (学), bohater mangi Homunculus
- Manabu Takagi (まなぶ), postać z serii anime Ojamajo Doremi
- Manabu Yukawa (学), główny bohater TV dramy Galileo